# كاني نوبتة
كاني نوبتة هي قرية في مقاطعة بيرانشهر، إيران. في تعداد عام 2006، لوحظ وجودها، ولكن لم يتم الإبلاغ عن سكانها.